# La solitudine (chanson)
Pour les articles homonymes, voir La solitudine.
La solitudine est une chanson interprétée par la chanteuse italienne Laura Pausini, issue de son premier album studio, qui est sortie comme single en février 1993. Les paroles sont de Pietro Cremonesi et Federico Cavalli, la musique de Pietro Cremonesi et Angelo Valsiglio.
Laura Pausini la chante pour la première fois le 23 février 1993, lors du 43e Festival de Sanremo. 
Le 27 février 1993, la chanson remporte la compétition dans la section des nouveautés, recevant 7 464 votes.
Le single atteint la première position des singles au Chart de Musica e Dischi, devenant un standard italien. À la suite du succès obtenu en Italie, à la fin 1993, le single est sorti dans le reste de l'Europe, atteignant le « top 5» en France et se plaçant à la « Dutch Top 40 » singles Chart et le belge « VRT Top 30 » singles Chart.
En 1994, Laura Pausini sort une version espagnole de la chanson, intitulée La soledad et l'inclut dans son premier album en langue espagnole, Laura Pausini. Une version en langue anglaise de la chanson, adaptée par Tim Rice et intitulée Loneliness a été enregistrée par Laura Pausini et sortie en single le 19 juin 1995 pour promouvoir son album compilation homonyme.
En 2006, le titre est repris par Eve Angeli en tant que troisième single de Viens, son troisième album studio.